# Ereymentau
Ereymentau (en kazajo: Ерейментау, Ereımentaý; en ruso: Ерейментау) es un pueblo del centro-norte de Kazajistán. Es la sede del distrito de Ereymentau en la provincia de Akmolá. Para el censo del 2009 tenía una población de 12 518 habitantes, y tenía 15 087 en el censo de 1999.